# Bayárcal
Bayárcal község Spanyolországban, Almería tartományban. Lakosainak száma 296 fő (2024).

## Földrajza
Bayárcal Alcolea, Nevada, Ferreira, Dólar, Huéneja és Paterna del Río községekkel határos.

## Népesség
A település lakosságának változását az alábbi diagram mutatja:
| Lakosok száma | 329  | 305  | 277  | 306  | 403  | 340  | 323  | 317  | 317  | 296  |
|               | 2001 | 2004 | 2006 | 2009 | 2011 | 2014 | 2016 | 2019 | 2021 | 2024 |